# Trois Rivières (Martinique)
Pour les articles homonymes, voir Trois-Rivières (homonymie).
Trois Rivières est un hameau français de la commune de Sainte-Luce en Martinique, dont il est distant de 4 kilomètres. Le hameau est peuplé d'environ 1 000 habitants. Le hameau est connu pour sa distillerie produisant le rhum Trois Rivières.

## Géographie
Le hameau est contourné par l'axe principal de l'île, la RN 5. Il est traversé par la route des Anses entre Rivière-Salée et Saine-Luce.
Au sud, se trouve la plage de l'anse Mabouya.

## Toponyme
Le nom du hameau vient des trois rivières qui s’y rejoignent : la rivière Osman, la rivière Bois d’Inde et la rivière Saint-Pierre.

## Histoire
Au XVIIe siècle, les colons s’installent et forment une agglomération qu'ils nomment Trois Rivières. 
Par la suite la Paroisse de Sainte-Luce est créée par son union avec les hameaux de Sainte-Luce et Anse Figuier.
Trois Rivières fut alors considéré comme le bourg principal avec une seule rue principale composée de case pour les employés de la distillerie. 
Aujourd’hui, le hameau contient des hôtels, des restaurants, des entreprises et est le siège de résidences primaires et secondaires. 